# Andy Luotto
Andy Luotto, de son vrai nom André Paul Luotto (né le 30 juillet 1950 à Brooklyn), est un acteur, musicien; humoriste et chef cuisinier américain naturalisé italien, actif à la télévision italienne depuis le milieu des années 1970.

## Biographie
Diplômé en cinématographie de l'université de Boston en 1972, il travaille dans les années qui suivent comme doubleur dans quelques films italiens distribués aux États-Unis. Découvert par Renzo Arbore sur un marché local, il participe à quelques programmes à succès dont, pour la Rai, L'Altra domenica (1976) et Quelli della notte (1985). Dans ce dernier programme, il interprète le personnage de Harmand, un « météorologue musulman » qui s'exprime dans une fausse langue arabe (en fait un grammelot composé de mots inventés), considérée comme offensante par certains membres de la communauté islamique en Italie et à l'étranger, à tel point que Luotto, qui a également fait l'objet de menaces de mort, a dû quitter l'émission pendant un certain temps, avant de revenir avec un personnage différent dans les derniers épisodes. En 1983, il réalise et joue dans le film Grunt! - La clava è uguale per tutti.
Au cours de la décennie 1979-1989, il entame également une carrière de chanteur, publiant deux albums (LP en 1985 et To be Tubi en 1989) et cinq singles. Pendant quelques années, il s'éloigne de l'industrie du divertissement, travaillant comme instructeur de plongée et homme d'image pour la WWF. En 1995, il revient sur le petit écran, notamment sur Odeon TV, en participant à l'émission Oh... sesso!

## Vie privée
Diplômé de l'institut de gestion hôtelière de Civita Castellana, il ouvre un restaurant à Sutri, rebaptisé par la suite Osteria dell'Oca. En 2016, il fonde la société Luotto Factory et ouvre le restaurant Là sur la Piazza Venezia, au cœur de Rome.

## Filmographie notable
- 1979 : Super Andy, il fratello brutto di Superman
- 1980 : Corse in perdicuore
- 1981 : I carabbinieri
- 1981 : L'Esercito più pazzo del mondo
- 1982 : Grunt! - La clava è uguale per tutti
- 1983 : Don Camillo
- 1987 : L'Isola del tesoro (série télévisée)
- 1997 : La Tregua
- 1999 : Excellent Cadavers
- 2005 : Papst Johannes Paul II
- 2007 : Go-go Tales
- 2016 : Les Médicis : Maîtres de Florence
- 2018 : Il mio nome è Thomas

## Discographie

### Album studio
- 1985 : LP
- 1989 : To Be Tubi

### Singles
- 1979 : He's, Too Young To Fly / 'Bbuono, No 'Bbuono (avec Silvia Annichiarico)
- 1982 : Tenebre / Giarrettiere and Rock'N Roll
- 1982 : Giarrettiere and Rock'n Roll / Pizza Fritt
- 1984 : Everybody's Breakin'
- 1985 : Eat La Pizza Pie